# Schwarzer Blitz
Schwarzer Blitz (Originaltitel: russisch Чёрная молния / Tschornaja molnija) ist ein russischer Action-Science-Fiction-Film aus dem Jahr 2009. Der Film wurde in Deutschland am 5. August 2010 als Direct-to-Video auf DVD und Blu-ray veröffentlicht.

## Handlung
Der Unternehmer Kupzow betreibt Grabungsarbeiten innerhalb Moskaus, um an eine große Diamantenader heranzukommen. Dieses Handeln bedroht die Stadt, aber Kupzow ist getrieben von seinem Willen, reich zu werden. Um seine Maschinen so betreiben zu können, dass er die Diamantenader erreicht, braucht er den vor einigen Jahren in Mondgestein gefundenen Kristall Nano-Katalysator. Doch dieses ist verschwunden. Am anderen Ende der Stadt hat der Jugendliche Dima Maikow ganz typische Teenagerprobleme. Er ist in Nastja verliebt, die aber von seinem wohlhabenden Freund Max umflirtet wird. Als Dima dann auch noch von seinem Vater zum Geburtstag einen GAS M-21 Wolga, eine alte Schrottmühle, als Auto geschenkt bekommt, ist er noch mehr entmutigt. Doch es stellt sich heraus, dass der Wagen mit dem Nano-Katalysator betrieben wird und deswegen jede Menge Supereigenschaften hat. Er kann vor allem fliegen. Dima setzt den Wagen mit den Supereigenschaften ein, um um Nastja zu werben. Weil er so fixiert ist auf seine egoistischen Handlungen, ist er nicht da, um den Tod seines Vaters zu verhindern. Dies führt zur Wende in Dimas Motivation und Handeln. Zusammen mit dem Wagen wird Dima fortan zum Schwarzen Blitz, dem Beschützer und Retter Moskaus.

## Synchronisation
Die deutschsprachige Synchronisation entstand bei der VSI Synchron Berlin unter der Dialogregie von Monica Bielenstein.
| Darsteller         | Sprecher          | Rolle             |
| ------------------ | ----------------- | ----------------- |
| Grigori Dobrygin   | Tobias Nath       | Dima Maikow       |
| Jekaterina Wilkowa | Magdalena Turba   | Nastja Swetlowa   |
| Wiktor Werschbizki | Thomas Nero Wolff | Wiktor Kupzow     |
| Waleri Solotuchin  | Eberhard Haar     | Perepjolkin       |
| Juosas Budraitis   | Axel Lutter       | Michail Jelisarow |
| Iwan Schidkow      | Jan Makino        | Maxim             |
| Sergei Garmasch    | Oliver Stritzel   | Pawel Maikow      |
| Igor Sawotschkin   | Viktor Neumann    | Boris Iwanowitsch |

## Produktion
Der Film hatte ein Budget von 15.000.000 US-Dollar.